# Natação no Campeonato Europeu de Esportes Aquáticos de 2016 - 50 m peito masculino
A prova dos 50 metros peito masculino da natação no Campeonato Europeu de Esportes Aquáticos de 2016 ocorreu nos dias 20 e 21 de maio em Londres, no Reino Unido. 

## Calendário
| Fase          | Data       | Hora  |
| ------------- | ---------- | ----- |
| Eliminatórias | 20 de maio | 11:07 |
| Semifinal     | 20 de maio | 19:32 |
| Final         | 21 de maio | 17:43 |

Todos os horários estão no horário local (UTC+0)

## Recordes
Antes desta competição, os recordes eram os seguintes:
| Recorde mundial       | Adam Peaty | 26.42 | Cazã   | 4 de agosto de 2015  |
| Recorde europeu       | Adam Peaty | 26.42 | Cazã   | 4 de agosto de 2015  |
| Recorde do campeonato | Adam Peaty | 26.62 | Berlim | 22 de agosto de 2014 |

## Medalhistas
| Ouro             | Prata                    | Bronze             |
| Adam Peaty (GBR) | Peter John Stevens (SVN) | Ross Murdoch (GBR) |

## Resultados

### Eliminatórias
Esses foram os resultados das eliminatórias. 
| Pos. | Bateria | Raia | Nadador               | Nacionalidade        | Tempo | Notas |
| ---- | ------- | ---- | --------------------- | -------------------- | ----- | ----- |
| 1    | 6       | 4    | Adam Peaty            | Reino Unido          | 26.93 | Q     |
| 2    | 5       | 3    | Peter John Stevens    | Eslovênia            | 27.32 | Q     |
| 3    | 4       | 4    | Andrea Toniato        | Itália               | 27.37 | Q     |
| 4    | 4       | 5    | Damir Dugonjič        | Eslovênia            | 27.49 | Q     |
| 5    | 6       | 5    | Čaba Silađi           | Sérvia               | 27.54 | Q     |
| 6    | 6       | 6    | Ross Murdoch          | Reino Unido          | 27.57 | Q     |
| 7    | 4       | 4    | Panagiotis Samilidis  | Grécia               | 27.72 | Q     |
| 8    | 4       | 6    | Sami Aaltomaa         | Finlândia            | 27.73 | Q     |
| 9    | 5       | 5    | Giedrius Titenis      | Lituânia             | 27.74 | Q     |
| 10   | 6       | 8    | Petr Bartůněk         | Chéquia              | 27.79 | Q     |
| 11   | 5       | 2    | Johannes Skagius      | Suécia               | 27.82 | Q     |
| 12   | 6       | 3    | Giacomo Perez-Dortona | França               | 27.84 | Q     |
| 12   | 5       | 6    | Fabio Scozzoli        | Itália               | 27.84 | Q     |
| 14   | 4       | 2    | Marek Botík           | Eslováquia           | 27.92 | Q     |
| 15   | 5       | 7    | Yaron Shagalov        | Israel               | 27.93 | Q     |
| 16   | 4       | 3    | Alexander Murphy      | Irlanda              | 28.00 | Q     |
| 17   | 6       | 9    | Jørgen Bråthen        | Noruega              | 28.11 |       |
| 18   | 6       | 2    | Martin Schweizer      | Suíça                | 28.15 |       |
| 19   | 6       | 7    | Demir Atasoy          | Turquia              | 28.17 |       |
| 20   | 3       | 5    | Luchezar Shumkov      | Bulgária             | 28.21 |       |
| 21   | 5       | 1    | Gábor Financsek       | Hungria              | 28.22 |       |
| 22   | 4       | 9    | Charlie Attwood       | Reino Unido          | 28.29 |       |
| 23   | 4       | 7    | Nikolajs Maskaļenko   | Letônia              | 28.33 |       |
| 24   | 6       | 0    | Emre Sakçı            | Turquia              | 28.42 |       |
| 25   | 4       | 1    | Kristijan Tomić       | Croácia              | 28.44 |       |
| 26   | 5       | 9    | Lyubomir Agov         | Bulgária             | 28.56 |       |
| 26   | 5       | 8    | Itay Goldfaden        | Israel               | 28.56 |       |
| 28   | 4       | 0    | Filipp Provorkov      | Estónia              | 28.59 |       |
| 28   | 3       | 7    | Anton Sveinn McKee    | Islândia             | 28.59 |       |
| 30   | 3       | 2    | Théo Bussiere         | França               | 28.60 |       |
| 31   | 4       | 8    | Matěj Kuchar          | Eslováquia           | 28.66 |       |
| 32   | 2       | 4    | Martin Liivamägi      | Estónia              | 28.70 |       |
| 33   | 5       | 0    | Martin Allikvee       | Estónia              | 28.76 |       |
| 34   | 3       | 0    | Valeriy Dymo          | Ucrânia              | 28.85 |       |
| 35   | 3       | 3    | Dávid Horváth         | Hungria              | 28.94 |       |
| 36   | 2       | 5    | Max Pilger            | Alemanha             | 28.96 |       |
| 37   | 3       | 1    | Mikhail Dorinov       | Rússia               | 29.01 |       |
| 38   | 3       | 6    | Jolann Bovey          | Suíça                | 29.05 |       |
| 39   | 3       | 4    | Martti Aljand         | Estónia              | 29.06 |       |
| 40   | 3       | 9    | Johannes Dietrich     | Áustria              | 29.12 |       |
| 41   | 2       | 6    | Dimitrios Koulouris   | Grécia               | 29.14 |       |
| 42   | 2       | 1    | Luca Pfyffer          | Suíça                | 29.31 |       |
| 43   | 2       | 3    | Markos Kalopsidiotis  | Chipre               | 29.34 |       |
| 44   | 2       | 7    | Omiros Zagkas         | Chipre               | 29.63 |       |
| 45   | 2       | 8    | Tomas Veloso          | Portugal             | 29.85 |       |
| 46   | 3       | 8    | Dan Sweeney           | Irlanda              | 30.11 |       |
| 47   | 1       | 5    | Berkay Şendikici      | Turquia              | 30.24 |       |
| 48   | 1       | 4    | Adi Mešetović         | Bósnia e Herzegovina | 30.50 |       |
| 49   | 1       | 3    | Lum Zhaveli           | Kosovo               | 30.85 |       |
| 50   | 2       | 2    | Sverre Næss           | Noruega              | DNS   |       |
| 50   | 6       | 1    | Ari-Pekka Liukkonen   | Finlândia            | DNS   |       |

### Semifinal
Esses foram os resultados das semifinais. 
Semifinal 1
| Pos. | Raia | Nadador            | Nacionalidade | Tempo | Notas |
| ---- | ---- | ------------------ | ------------- | ----- | ----- |
| 1    | 3    | Ross Murdoch       | Reino Unido   | 27.25 | Q     |
| 2    | 4    | Peter John Stevens | Eslovênia     | 27.29 | Q     |
| 3    | 5    | Damir Dugonjič     | Eslovênia     | 27.46 | Q     |
| 4    | 7    | Fabio Scozzoli     | Itália        | 27.77 |       |
| 5    | 1    | Marek Botík        | Eslováquia    | 27.78 |       |
| 6    | 6    | Sami Aaltomaa      | Finlândia     | 27.82 |       |
| 7    | 8    | Alexander Murphy   | Irlanda       | 27.83 |       |
| 8    | 2    | Petr Bartůněk      | Chéquia       | 27.89 |       |

Semifinal 2
| Pos. | Raia | Nadador               | Nacionalidade | Tempo | Notas |
| ---- | ---- | --------------------- | ------------- | ----- | ----- |
| 1    | 4    | Adam Peaty            | Reino Unido   | 26.66 | Q     |
| 2    | 2    | Giedrius Titenis      | Lituânia      | 27.48 | Q     |
| 3    | 5    | Andrea Toniato        | Itália        | 27.53 | Q     |
| 4    | 3    | Čaba Silađi           | Sérvia        | 27.56 | Q     |
| 5    | 7    | Johannes Skagius      | Suécia        | 27.64 | Q     |
| 6    | 6    | Panagiotis Samilidis  | Grécia        | 27.71 |       |
| 7    | 1    | Giacomo Perez-Dortona | França        | 27.87 |       |
| 8    | 8    | Yaron Shagalov        | Israel        | 28.11 |       |

### Final
Esse foi o resultado da final. 
| Pos.              | Raia | Nadador          | Nacionalidade | Tempo | Notas |
| ----------------- | ---- | ---------------- | ------------- | ----- | ----- |
| Medalha de ouro   | 4    | Adam Peaty       | Reino Unido   | 26.66 |       |
| Medalha de prata  | 3    | Peter Stevens    | Eslovênia     | 27.09 |       |
| Medalha de bronze | 5    | Ross Murdoch     | Reino Unido   | 27.31 |       |
| 4                 | 2    | Giedrius Titenis | Lituânia      | 27.46 |       |
| 5                 | 8    | Johannes Skagius | Suécia        | 27.54 |       |
| 6                 | 6    | Damir Dugonjič   | Eslovênia     | 27.56 |       |
| 7                 | 1    | Čaba Silađi      | Sérvia        | 27.72 |       |
| 8                 | 7    | Andrea Toniato   | Itália        | 27.79 |       |

Legenda
| Recorde mundial       | Recorde mundial (World record)               |                       | Recorde africano                      | Recorde africano (African) |                                           | Q | Classificado por posição (Qualified) |
| Recorde do campeonato | Recorde do campeonato (Championship record)  | Recorde da América    | Recorde da América (Americas)         | q                          | Classificado por melhor tempo (Qualified) |   |                                      |
| Melhor marca do ano   | Melhor marca do ano (World leading)          | Recorde asiático      | Recorde asiático (Asian)              | DNS                        | Não largou (Did not start)                |   |                                      |
| Recorde nacional      | Recorde nacional (National record)           | Recorde europeu       | Recorde europeu (European)            | DNF                        | Não terminou (Did not finish)             |   |                                      |
| Recorde pessoal       | Recorde pessoal do atleta (Personal best)    | Recorde da Oceania    | Recorde da Oceania (Oceania)          | DSQ / DQ                   | Desclassificado (Disqualified)            |   |                                      |
| Recorde da temporada  | Recorde da temporada do atleta (Season best) | Recorde sul-americano | Recorde sul-americano (South America) | NM                         | Sem marca (No mark)                       |   |                                      |